# Керну (деревня)
Ке́рну (эст. Kernu)  — деревня на севере Эстонии в волости Сауэ уезда Харьюмаа.
До административной реформы местных самоуправлений Эстонии 2017 года входила в состав волости Керну.
В 2014 году население деревни составляло 84 человека.
В деревне находится средняя школа Керну, функционирующая с 1869 года. В прошлом в деревне находился центр лесничества Керну, упраздненного в ходе реформы 2008 года.

## География
На западе деревня граничит с Хайба, на юге с Кустья, на востоке с Кирикла, на севере с Мынусте и Кохату. Через Керну протекает река Вазалемма и здесь находится водохранилище Керну.

## История
Деревня была образована в результате строительства водяной мельницы мызы Кохату. В 1637 году была построена самостоятельная мыза Уус-Кохату (нем. Neu-Kohhat, Halb-Kohhat), которая позднее получила название Кирна (нем. Kirna). Современное главное здание мызы Керну, построенное в XVIII веке, находится на территории деревни Кохату.

## Можжевельник Керну

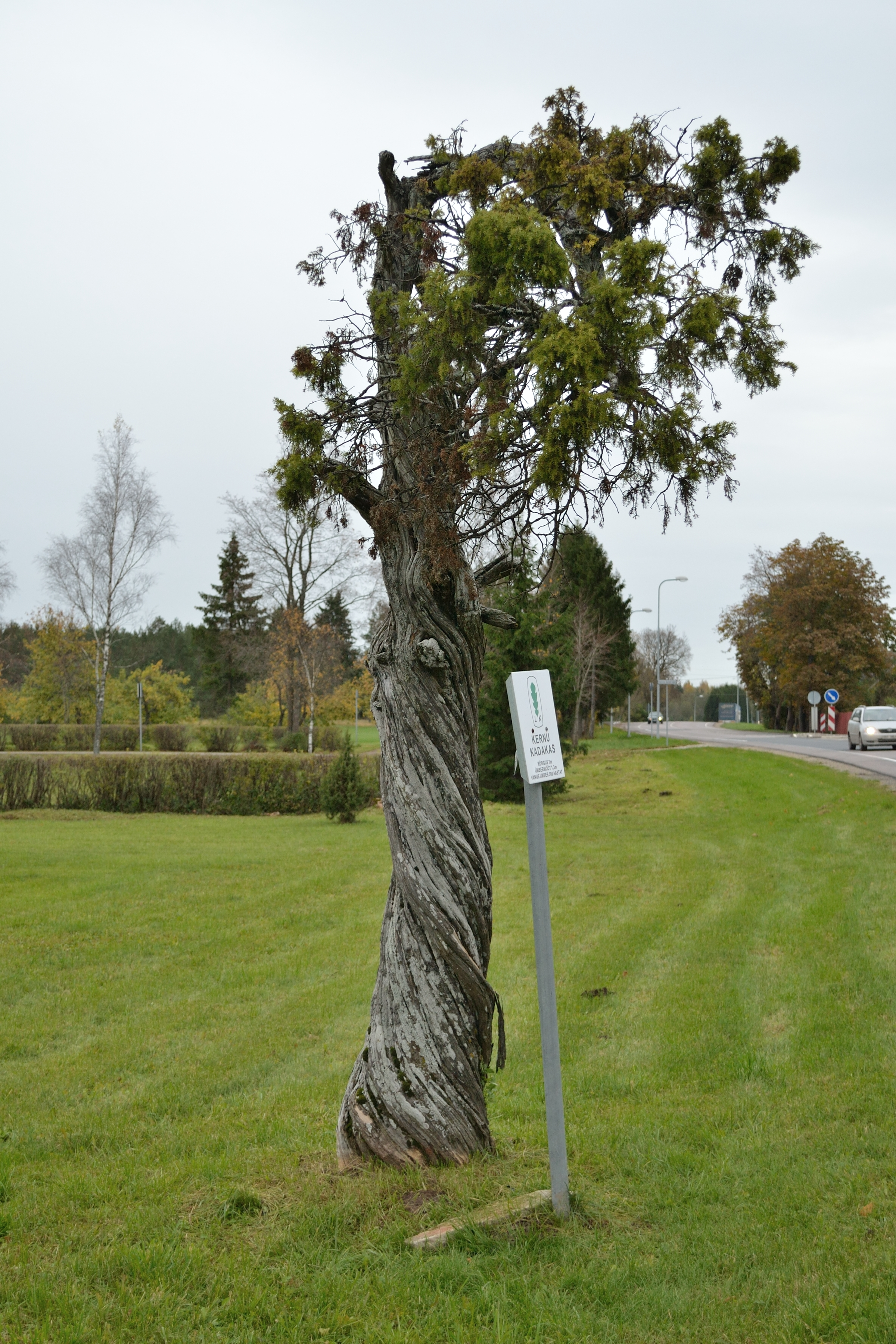
Можжевельник Керну

Во дворе школы находится охраняемый государством можжевельник Керну с закрученным стволом. Высота дерева — 4 метра, обхват ствола — 1,3 метров. Возраст дерева — около 300 лет. Согласно легенде, в ходе Северной войны здесь находился лагерь короля Швеции Карла XII. Король посадил семь можжевельников, предварительно закрутив стволы семь раз, и сказал: «Когда эти можжевельники засохнут, шведы вернутся и снова будут владеть Эстонией». Можжевельник Керну засох весной 2013 года.

## Спорт
В Керну находится футбольный стадион на котором тренируется клуб «Керну Кадакас».